# Michał Pasiut
Michał Pasiut (ur. 29 czerwca 1991 w Nowym Sączu) – polski kajakarz górski.

## Kariera sportowa
Kajakarstwo uprawia od 2001. Był zawodnikiem KS Start Nowy Sącz, gdzie jego trenerem był Zbigniew Bobrowski. Następnie został zawodnikiem AZS AWF Kraków, gdzie trenuje go Janusz Żyłka Żebracki. 
Osiągał sukcesy w kategoriach juniorskich i młodzieżowych. W 2008 został mistrzem Europy juniorów w konkurencji K-1 drużynowo (indywidualnie wywalczył czwarte miejsce), w 2009 wicemistrzem Europy juniorów w konkurencji K-1. W 2008 zdobył srebrny medal mistrzostw świata juniorów w konkurencji K-1. Podczas młodzieżowych mistrzostw Europy zdobył trzy medale: złoty w 2014 (K-1 drużynowo), srebrny w 2010 (K-1 drużynowo) i brązowy w 2013 (K-1 drużynowo). W 2014 został młodzieżowym mistrzem Świata w konkurencji K-1 drużynowo.
W 2018 zdobył srebrny medal mistrzostw Europy seniorów w konkurencji K-1 drużynowo (z Dariuszem Popielą i Mateuszem Polaczykiem). Na mistrzostwach świata seniorów zdobył w tej samej konkurencji medal srebrny w 2018 (z Dariuszem Popielą i Mateuszem Polaczykiem) i medal brązowy w 2019 (z Dariuszem Popielą i Krzysztofem Majerczakiem). Indywidualnie najlepszy wynik osiągnął na mistrzostwach świata w 2018, zajmując w finale 9. miejsce.
Na zawodach Pucharu Świata pierwszy raz w finale znalazł się w 2018 (9. miejsce w Augsburgu). Na zawodach Pucharu Świata w 2019 popłynął w finale zawodów w Lee Valley (7. miejsce), w Bratysławie (2. miejsce) i Pradze (10. miejsce). W tym samym roku był także 10. w finale próby przedolimpijskiej w Tokio.
W 2011 i 2014 został mistrzem Polski seniorów w konkurencji K-1, w 2017 zdobył w tej samej konkurencji wicemistrzostwo Polski seniorów.